# (12978) Ivashov
(12978) Ivashov (1978 SD7) – planetoida z pasa głównego asteroid okrążająca Słońce w ciągu 3,33 lat w średniej odległości 2,23 j.a. Odkryta 26 września 1978 roku.